# هاینریش ۲۹۴۳
سیارک ۲۹۴۳ (به انگلیسی: 2943 Heinrich، نامگذاری:1933QU) دو هزار و نهصد و چهل و سومین سیارک کشف شده‌است که در ۲۵ اوت ۱۹۳۳ و در هایدلبرگ کشف شد.
قدر مطلق سیارک برابر ۱۲٫۸۰ است.